# Estelle (cràter)
Estelle és un cràter d'impacte en el planeta Venus de 18,8 km de diàmetre. Porta el nom d'un antropònim llatí, i el seu nom va ser aprovat per la Unió Astronòmica Internacional el 1994.